# 沼津大空襲

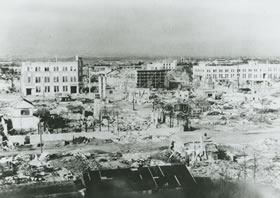
空襲で破壊された沼津市内。

沼津大空襲（ぬまづだいくうしゅう）は第二次世界大戦末期、アメリカ軍により静岡県沼津市に対して行われた空襲である。
1945年（昭和20年）7月17日午前1時頃、アメリカ軍第20航空軍第58航空団のB-29130機の編隊が、海軍工廠や多くの中小軍事工場のある沼津市街上空3200mに侵入した。愛鷹山と香貫山の高射砲が迎撃するも3時頃までに9077発、1039トンの焼夷弾を投下し9523戸が焼失、274人が死亡した。アメリカ軍の記録によるとこの空襲により市の89.5%が破壊されたという。沼津市はサイパン島から富士山へ続くB29の本土空襲コースの真下にあたり、同年1月ごろから延べ8回の小規模な空襲や機銃掃射を受けており、それらを合計すると死者322人、重軽傷者634人、全半焼11756戸、全半壊127戸という被害だった。